# Leona Vicario, Quintana Roo
Leona Vicario är en ort i Mexiko.   Den ligger i kommunen Benito Juárez och delstaten Quintana Roo, i den östra delen av landet, 1 300 km öster om huvudstaden Mexico City. Leona Vicario ligger 11 meter över havet och antalet invånare är 5 731.
Terrängen runt Leona Vicario är mycket platt. Runt Leona Vicario är det tätbefolkat, med 397 invånare per kvadratkilometer. Leona Vicario är det största samhället i trakten. I omgivningarna runt Leona Vicario växer i huvudsak städsegrön lövskog.